# ムービング・オン (吹奏楽曲)
『ムービング・オン』は、1987年度の全日本吹奏楽コンクール課題曲である。作曲者は川上哲夫である。

## 概略
1970年代・1980年代に流行ったポップス課題曲のうちの1つである。難度が高く、あまり演奏されなかった。全国大会において大阪府立淀川工業高等学校がスタンドプレーをしたことで有名である。

## 曲の構成
華やかなアップテンポのファンファーレで曲が始まり、木管楽器とビブラフォンによる分散和音でゆったりとした第1主題が流れる。第1主題に金管楽器と打楽器が加わり、再び冒頭と同じフレーズのファンファーレが繰り返されると、一旦テンポを落として「予兆」を感じさせた後、曲は最高潮を迎える。1987年の全日本吹奏楽コンクールでは、淀川工業高等学校吹奏楽部が、このフレーズでトランペット、トロンボーン、サックスによるスタンドプレーを披露した。サックスのソロが奏でるブリッジを通して第1主題が導かれた後、ホルンと木管楽器による裏旋律が技巧的な第2主題の変奏に入り、第1主題を想起させる強烈なコーダで曲を締め括る。